# Microcosmodes elegans
Espèce
Synonymes
- Craspedophorus elegans (Dejean, 1826)
- Panagaeus elegans Dejean[2], 1826

Microcosmodes elegans est une espèce de coléoptères de la famille des Carabidae, de la sous-famille des Panagaeinae, de la tribu des Panagaeini et de la sous-tribu des Panagaeina. Elle est trouvée en Asie.